# Hans Escher (Maler)
Hans Escher (16. Februar 1918 in Wien – 23. Dezember 1993 ebenda) war ein österreichischer Maler, Grafiker und Illustrator. Er zählte zu den Wiener Realisten, einer Gegenbewegung zu den dominierenden Kunstrichtungen der Nachkriegszeit.

## Leben, Werk
Bereits in frühen Jahren erhielt er Anregungen durch die Bildhauerin Elisabeth Turolt. Er übte sich in figürlichen Modellen in Ton, in Aquarellen und Kreidezeichnungen. Escher engagierte sich in kommunistischen Schülerorganisation und wurde im Austrofaschismus im Jahr 1936 für zwei Monate verhaftet und vom Schulbesuch ausgeschlossen. Danach floh er nach Frankreich. Von 1937 bis 1939 studierte er Malerei an der Pariser École des Beaux-Arts in der Klasse von Charles Guérin. Nach dem Anschluss Österreichs 1938 konnte er als Halbjude nicht nach Wien zurückkehren, 1939 wurde er in Frankreich interniert. Er musste in einem Bergwerk Zwangsarbeit verrichten. Laut Sammlung Belvedere lebte er von 1940 bis 1942 in Algerien und leistete von 1943 bis 1945 Militärdienst in der britischen Armee. Er dokumentierte seine Jahre im Krieg und zeichnete Stadtansichten, Landschaften und Genreszenen aus Kaffeehäusern oder Militärkantinen.
1946 kehrte er nach Wien zurück. Er wurde in Entnazifizierungsverfahren gegen Künstlerkollegen eingesetzt. In dieser Zeit schuf er Aquarelle und Gouachen mit Stadtveduten und Porträts. Escher arbeitete auch als Gerichtssaalzeichner für Zeitungen. In Folge dieser Tätigkeit entstand die Serie Wachsfigurenkabinett (1949/50). Von 1955 bis 1959 studierte er an der Akademie für angewandte Kunst in der Grafik-Klasse von Franz Herberth.
Escher sah sich als politischer Künstler, er setzte sich mit sozialen Problemen seiner Zeit auseinander. Laut Wien Geschichte Wiki „entwickelte [er] einen spröden Zeichenstil“. Er illustrierte die Romane „Beppo und Pule“ und „Abenteuer eines Sommers“ von Alexander von Sacher-Masoch (beide 1948), Ivan Olbrachts „Es war einmal ... 7 lustige Geschichten“ (1949) und die Aufzeichnungen des österreichischen Freiheitskämpfers Franz Sachs, „Ich glaube, ich hätte noch viel leisten können“ (um 1972). Es gestaltete 1969 einen Zyklus von Zeichnungen und Radierungen zu Jean Maitrons „Das Leben Ravachols“, mit einem Essay von Johann Muschik. Dieser Zyklus wurde von den Studentenunruhen in Paris 1968 inspiriert. Sammlung Belvedere: „Seine Themen reichen von der Darstellung des einzelnen Menschen in seiner Isoliertheit über die Zeitsatire bis zu realistischen Bildern des großstädtischen Lebens. Später beschäftigte er sich verstärkt mit der Stillebenmalerei, die er oft mit komplexen gedanklichen Inhalten verband.“ Er schuf auch weitere Zyklen (z. B. Sacco di Roma, Zehn Bilder zum Buch Hiob) und veröffentlichte Buchrezensionen und kritische Kommentare zum Kulturgeschehen in Tages- und Wochenzeitungen.
Er starb durch Suizid.

## Ausstellungen (Auswahl)
Einzelausstellungen
- 1965: Neuer Hagenbund
- 1971: Vereinigung Bildender KünstlerInnen
- 1974: 50 Radierungen 1961–1973, Galerie in der Blutgasse
- 1978: Galerie Zentrum
- 1983: Soldatenlieder, Künstlerhaus
- 1998: Zum 80. Geburtstag in memoriam, Kleine Galerie

Gruppenausstellungen
- 1979: Arbeitswelt und Kunst, Zentralsparkasse und Kommerzbank Wien
- 1983: Künstler spenden für das Museum Moderner Kunst in Lissabon, Österreichisches Kulturzentrum
- 1985: Vorkriegskinder Nachkriegskünstler, Bawag Fondation
- 1987: Österreichische Grafik II, Nach 1970, Vereinigung Bildender KünstlerInnen
- 2001: Vom Blühen und Reifen, Erotisches aus Kunst und Natur, Museum auf Abruf
- 2003: Überwasser, Alte Schieberkammer, Museum auf Abruf
- 2007: exitus. tod alltäglich, Künstlerhaus
- 2009: Badeszenen. Ritual, Entrüstung und Verführung, Residenzgalerie Salzburg
- 2011: Die sechziger Jahre, Eine phantastische Moderne, MUSA
- 2011: The Excitement Continues. Zeitgenössische Kunst aus der Sammlung Leopold II, Leopold Museum
- 2025: Wirklichkeit als Haltung. Wiener Realismus nach 1950, MUSA, Wien Museum

## Illustrationen für Bücher
- Jean Maitron: Das Leben Ravachols, mit einem Essay von Johann Muschik. Wien [u. a.]: Jugend und Volk 1969
- Ivan Olbracht: Es war einmal ..., 7 lustige Geschichten. Wien: Globus Verlag 1949
- Alexander von Sacher-Masoch: Beppo und Pule. Wien: W. Verkauf 1948
- Alexander von Sacher-Masoch: Abenteuer eines Sommers. Wien: W. Verkauf 1948
- Franz Sachs: "Ich glaube, ich hätte noch viel leisten können". Wien: Selbstverlag [ca. 1972]

## Mitgliedschaften
- 1955–1965: Neuer Hagenbund
- ab 1965: Wiener Secession
- IG Bildende Kunst

## Preise, Auszeichnungen
- 1956: Österreichischer Graphikwettbewerb in Innsbruck
- 1958: Österreichischer Graphikwettbewerb in Innsbruck
- 1965: Körnerpreis
- 1975: Preis der Stadt Wien
- 1975: Professorentitel